# Walerij Polakow
Walerij Władimirowicz Polakow (ros. Валерий Владимирович Поляков, urodzony jako Walerij Iwanowicz Korszunow 7 kwietnia 1942 w Tule, zm. 7 września 2022) – rosyjski kosmonauta, lekarz. Dzierży rekord długotrwałego przebywania w kosmosie – w misji na stacji Mir pozostawał na orbicie nieprzerwanie przez ponad 14 miesięcy (437 dni i 18 godzin). W sumie spędził w kosmosie ponad 22 miesiące.
Wybrany do służby w korpusie w 1972, Polakow poleciał w kosmos po raz pierwszy na pokładzie statku Sojuz TM-6 w 1988. Wrócił na pokładzie Sojuza TM-7 po 240 dniach. Drugi lot, trwający 437 dni, odbył w latach 1994–1995, startując na podkładzie statku Sojuz TM-18, a wracając pojazdem Sojuz TM-20. W trakcie tego lotu ustanowił niepobity dotąd rekord długości ciągłego przebywania w kosmosie.

## Życie i praca przed lotami w kosmos
Polakow urodził się 27 kwietnia 1942 roku w mieście Tuła, w obwodzie tulskim RFSRR. Urodzony jako Walerij Iwanowicz Korszunow, zmienił nazwisko na obecne, kiedy został adoptowany przez swojego ojczyma w 1957. W 1959 ukończył Liceum nr 2 w Tule.
Postanowił poświęcić się medycynie kosmicznej w 1964 roku, po locie pierwszego lekarza Borisa Jegorowa na pokładzie kapsuły Woschod 1. Po szkole średniej podjął studia w Pierwszym Moskiewskim Instytucie Medycznym im. I.M. Sieczenowa, który ukończył w 1965. W 1966 odbył roczny staż w Instytucie Parazytologii Lekarskiej i Medycyny Tropikalnej. W latach 1966–1967 pracował jako starszy konsultant Instytutu Higieny i Społecznej Organizacji Zdrowia Publicznego, a w latach 1967–1971 – starszy inspektor w Ministerstwie Zdrowia. Następnie podjął naukę w Instytucie Problemów Medyczno-Biologicznych Ministerstwa Zdrowia Publicznego w Moskwie na specjalizacji medycyna lotnicza. Ukończył studia w 1974 i podjął pracę w instytucie w 1974 jako młodszy, a od 1978 jako starszy pracownik naukowy.
W 1970 roku wstąpił do KPZR.

## Kariera kosmonauty

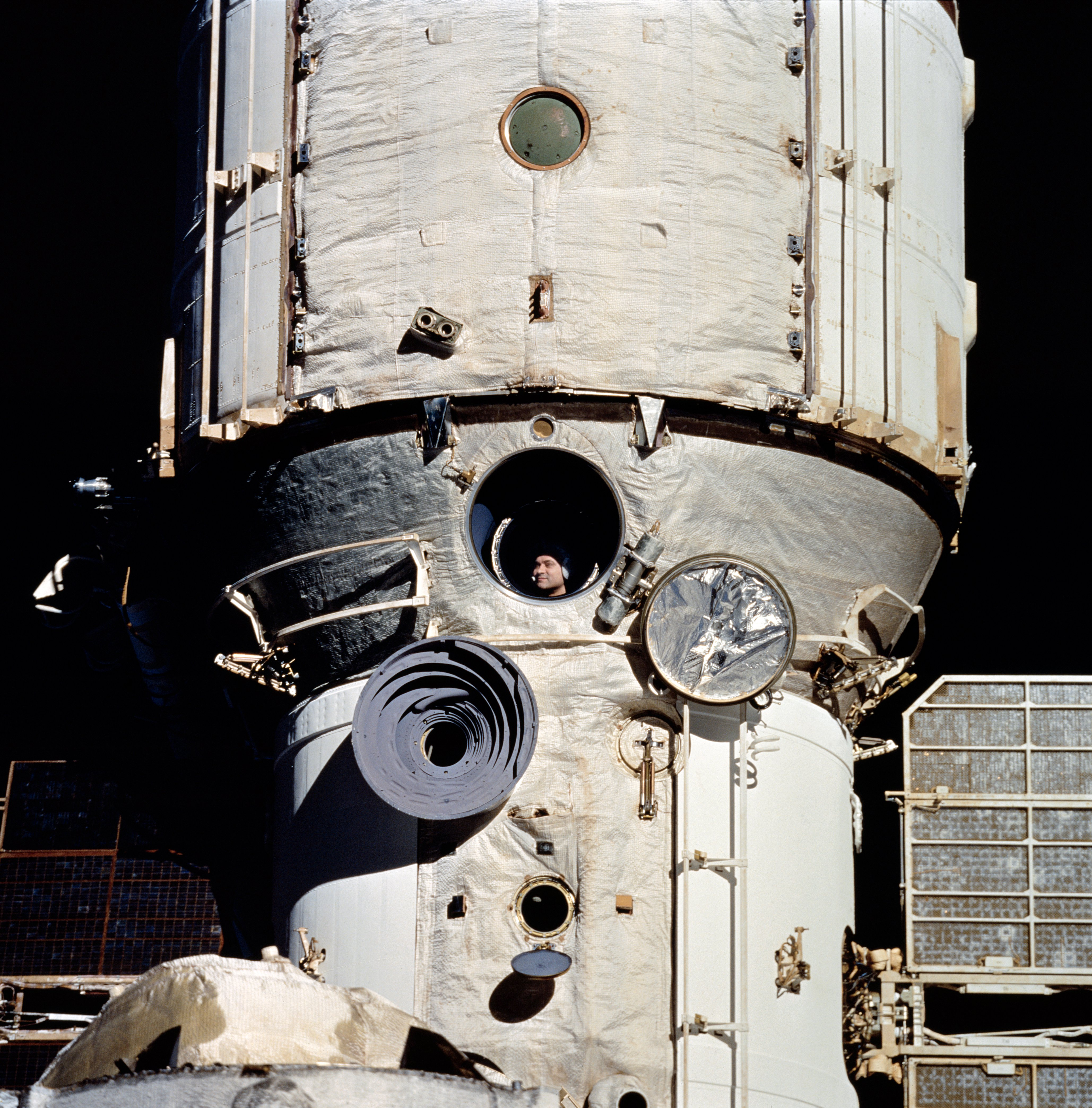
Polakow obserwuje dokowanie promu Discovery w misji STS-63 przez okno w module bazowym stacji Mir (luty 1995).

### Lekarz i naukowiec
Polakow został członkiem grupy lekarzy-kosmonautów IMBP 1 22 marca 1972 roku. Pierwszy lot w kosmos odbył na pokładzie kapsuły Sojuz TM-6 w 1988. Przybył na stację Mir, kiedy przebywali tam już od ośmiu miesięcy kosmonauci Titow i Manarow. Przez kolejne cztery miesiące ich pobytu (byli w trakcie misji zaplanowanej na rok) prowadził eksperymenty i badania poświęcone m.in.: zagadnieniom snu, czynności serca i zmianom biochemicznych w układzie krwionośnym, atrofii mięśni i ubytkowi masy kostnej.
Po czterech miesiącach wspólnej pracy Titow i Manarow wrócili na Ziemię, a Polakow został na pokładzie Mira. Po trwającym 240 dni pobycie na stacji, kosmonauta wrócił na Ziemię na pokładzie kapsuły Sojuz TM-7.

### Rekordowy lot
Drugi lot Polakowa, dotąd najdłuższy nieprzerwany pobyt człowieka w kosmosie, rozpoczął się 8 stycznia 1994 roku wraz ze startem kapsuły Sojuz TM-18. Do swojego rekordowego lotu zgłosił się na ochotnika. Celem eksperymentu było sprawdzenie, w jaki sposób wpłyną na ustrój człowieka długotrwałe misje w warunkach mikrograwitacji podczas lotów na Marsa. W czasie misji podlegał monitorowaniu oraz sam prowadził badania naukowe i eksperymenty podobne do tych, jakie wykonywał w pierwszym locie. Dane z lotu Polakowa posłużyły także naukowcom do sprawdzenia, czy możliwe jest zachowanie właściwej kondycji psychicznej podczas długotrwałych lotów.
Na pokładzie stacji Mir kosmonauta spędził ponad 437 dni, okrążając Ziemię ponad 7000 razy. 9 stycznia 1995 roku, po 366 dniach misji, Polakow pobił dotychczasowy rekord pobytu w kosmosie, który ustanowili Władimir Titow i Musa Manarow sześć lat wcześniej. Po powrocie kosmonauta był rekordzistą pod względem ogólnego czasu spędzonego na orbicie. Rekord ten pobił potem Siergiej Awdiejew, a od 2005 roku rekordzistą jest Siergiej Krikalow.
Walerij Polakow przeszedł badania medyczne przed, w trakcie oraz po zakończeniu lotu. Kolejną sesję badań odbył w sześć miesięcy po powrocie na Ziemię. Porównanie wyników wykazało, że chociaż nie nastąpiło upośledzenie funkcji kognitywnych, to kosmonauta cierpiał na obniżenie nastroju, a także poczucie nadmiernego obciążenia pracą przez pierwsze kilka tygodni lotu, oraz po powrocie na Ziemię. Mimo tych zaburzeń, nastrój Polakowa miał ustabilizować się na poziomie sprzed startu w okresie między drugim a czternastym miesiącem misji. Podano także, że po powrocie nie cierpiał na żadne zaburzenia czynnościowe.
Na Ziemię wrócił 22 marca 1995 roku na pokładzie kapsuły Sojuz TM-20. Po wylądowaniu udało mu się przejść kilka kroków od lądownika do krzesła. W ten sposób chciał pokazać, że możliwe jest zachowanie sprawności fizycznej (a w efekcie – praca na powierzchni Marsa) po długim pobycie w kosmosie. W świetle tych wyników naukowcy orzekli, że możliwe jest prawidłowe funkcjonowanie kosmonautów w czasie długotrwałych lotów, takich jak załogowa wyprawa na Marsa, jest to jednak kwestia dyskusyjna, ze względu na duże osobnicze różnice w reakcjach na długotrwałe przebywanie w stanie mikrograwitacji i duże rozbieżności w reakcjach fizjologicznych między poszczególnymi badanymi kosmonautami.
Istnieją także opinie, że zarówno fizyczny, jak i psychiczny stan Polakowa po locie był w rzeczywistości dużo gorszy, są one jednak oparte na jego aktualnych, ostrożnych oficjalnych wypowiedziach, wyjątkowo rzadkich wystąpieniach publicznych oraz fakcie, że podczas wystąpień w mediach pokazywany jest prawie wyłącznie na siedząco, natomiast Roskosmos blokuje rzekomo publikację części jego prac. Dana Ranga, autorka filmu dokumentalnego o Polakowie z 2007 roku, określiła go mianem „kruchy”.

### Wykaz lotów
| Loty i starty kosmiczne, w których uczestniczył Walerij Polakow  | Loty i starty kosmiczne, w których uczestniczył Walerij Polakow | Loty i starty kosmiczne, w których uczestniczył Walerij Polakow | Loty i starty kosmiczne, w których uczestniczył Walerij Polakow | Loty i starty kosmiczne, w których uczestniczył Walerij Polakow | Loty i starty kosmiczne, w których uczestniczył Walerij Polakow | Loty i starty kosmiczne, w których uczestniczył Walerij Polakow | Loty i starty kosmiczne, w których uczestniczył Walerij Polakow |
| L.p.                                                             | Data startu                                                     | Statek kosmiczny                                                | Data lądowania                                                  | Statek kosmiczny                                                | Funkcja                                                         | Czas trwania                                                    |                                                                 |
| ---------------------------------------------------------------- | --------------------------------------------------------------- | --------------------------------------------------------------- | --------------------------------------------------------------- | --------------------------------------------------------------- | --------------------------------------------------------------- | --------------------------------------------------------------- | --------------------------------------------------------------- |
| 1                                                                | 28 września 1988                                                | Sojuz TM-6                                                      | 27 kwietnia 1989                                                | Sojuz TM-7                                                      | Badacz                                                          | 240 dni, 22 godziny, 34 minuty                                  |                                                                 |
| 2                                                                | 8 stycznia 1994                                                 | Sojuz TM-18                                                     | 22 marca 1995                                                   | Sojuz TM-20                                                     | Badacz                                                          | 437 dni, 17 godzin, 58 minut                                    |                                                                 |
| Łączny czas spędzony w kosmosie – 678 dni, 16 godzin, 32 minuty. |                                                                 |                                                                 |                                                                 |                                                                 |                                                                 |                                                                 |                                                                 |

## Kariera po odejściu ze służby
W czerwcu 1995 roku Polakow odszedł z czynnej służby kosmicznej, po spędzeniu w kosmosie łącznie 678 dni. W 1999 roku wziął udział w eksperymencie SFINCSS-99 (Simulation of Flight of International Crew on Space Station). Od 1995 był wiceszefem Głównej Komisji Medycznej Ministerstwa Zdrowia Publicznego w Moskwie, gdzie nadzorował medyczne zagadnienia lotów długoterminowych. Był członkiem rosyjskiej Naczelnej Komisji Medycznej, biorącej udział w wyborze i kwalifikacji kosmonautów. Ponadto był członkiem International Space Researcher’s Association oraz Międzynarodowej Akademii Astronautycznej. Jego prace publikowane były m.in. w „Acta Astronautica”, „Advances in Space Research”, „Journal of Sleep Research”, „Aviation, Space, and Environmental Medicine” oraz wydawnictwach Instytutu Problemów Biologiczno-Medycznych w Moskwie. W 1999 roku został doktorem nauk medycznych i profesorem medycyny. Ma w swoim dorobku naukowym ponad 50 prac naukowych z zakresu medycyny kosmicznej, w tym poświęconym zwłaszcza efektom długotrwałego pobytu w kosmosie.
Po odejściu z czynnej służby Polakow pozostał aktywny na polu międzynarodowych lotów kosmicznych, służąc pomocą w lotach na stację Mir przedstawicieli takich państw, jak USA, Austria, Niemcy i Francja.
Za swoje osiągnięcia akademickie i na polu kosmonautyki otrzymał szereg odznaczeń, w tym Bohater Związku Radzieckiego, Bohater Federacji Rosyjskiej, Order Lenina, Legia Honorowa czy kazachski Order Szlachetności. Był członkiem kilku organizacji astronautycznych, w tym rosyjskiej Głównej Komisji Medycznej certyfikującej kosmonautów. Posiadał także tytuł Lotnika Kosmonauty ZSRR. W 2008 roku został laureatem orderu II klasy nagrody państwowej „Ku chwale Ojczyzny” w kategorii „Osobistość Rosji” (2008), ufundowanej przez Międzynarodową Akademię Nauk Społecznych i Międzynarodową Akademię Mecenatu.
Jego rekord całkowitego czasu przebywania w kosmosie wynoszący 678 dni pobił w 1999 roku Siergiej Awdiejew, który w trzech misjach spędził łącznie w kosmosie 747 dni. Rekord długości nieprzerwanego pobytu w kosmosie pozostaje od prawie 20 lat niepobity (stan na styczeń 2016).
Polakow był żonaty ze starszą od niego o dwa lata Nelią Fiodorowną (także lekarz – neuropatolog), jego córka Elena (ur. 1965) również jest lekarzem (oftalmologiem). Doczekał się dwojga wnucząt.

## Odznaczenia i wyróżnienia[2]
- Złota Gwiazda Bohatera Związku Radzieckiego
- Bohater Federacji Rosyjskiej
- Order Lenina
- Odznaka Lotnik Kosmonauta ZSRR
- Medal „Za zasługi w podboju kosmosu” (2011)[21]
- Order „Ku chwale Ojczyzny” II klasy
- Order „Szlachetność” (Kazachstan)
- Oficer Legii Honorowej (Francja)
- Bohater Demokratycznej Republiki Afganistanu i Order „Słońce Wolności” (Afganistan)
- Honorowy obywatel Kaługi i Tuły[6]
- Universal Astronaut Insignia za lot orbitalny (nr 207) – Stowarzyszenie Uczestników Lotów Kosmicznych (Association of Space Explorers(inne języki))[22]